# モジャ公のお店
モジャ公のお店（モジャこうのおみせ）は、かつて『モジャ公』の関連商品を販売したキャラクターグッズ専門店である。運営はジェイアール東日本企画と小学館が共同で行っていた。

## 概要
テレビアニメ『モジャ公』（1995年10月に放送開始）放送期間中の1996年4月16日に東京店がオープンした。主に、モジャ公グッズを扱うキャラクター専門店でもあった。ロゴマークは、主人公であるモジャ公と空夫があしらわれた特徴となっている。
1996年4月25日に大阪店と名古屋店、同年5月11日に札幌店と福岡店、同年5月22日に仙台店と広島店がいずれもオープンした。
1996年9月23日に原作者の藤子・F・不二雄が62歳で逝去し、10月9日から11月6日まで「藤子・F・不二雄 追悼展」が4店舗を除く3店舗（東京店・大阪店・名古屋店）で開催されていた。当店スタッフが「今後も当店は続きますが、引き続き当店の営業を宜しくお願い致します」とコメントしている。
1997年3月にテレビアニメが終了し、当店は東京店を含む6店舗も引き続き行っていたが、1997年8月31日に福岡店、同年9月30日に広島店、同年11月30日に札幌店と仙台店、1998年1月31日に名古屋店の5店舗がそれぞれ閉店した。同年2月28日に大阪店が閉店し、残る店舗数は東京店のみとなっていたが、同年4月2日に閉店し、2年の歴史に幕を閉じた。キャラクター専門店は後釜として、ポケモンセンター（1998年4月25日にトウキョー（東京店）がオープン）に引き継がれる事となった。なお、『ポケットモンスター』は『モジャ公』の実質的な後番組であるため、基本的にパターンが同じという事であった（一部を除いてスタッフは共通している）。

## 店舗
- 東京店
  - 〒307-3068 東京都港区新橋3丁目7番1号 JR新橋駅2F
- 大阪店
  - 〒139-7600 大阪府大阪市大阪市北区天神橋1丁目28番1号 阪急天神橋筋六丁目駅2F
- 名古屋店
  - 〒260-7707 愛知県名古屋市中区錦2丁目18番7号 名古屋市営地下鉄伏見駅2F
- 札幌店
  - 〒758-3360 北海道札幌市中央区南1丁目7番4号 札幌市営地下鉄すすきの駅3F
- 仙台店
  - 〒543-6600 宮城県仙台市泉区1丁目6番11号 仙台市地下鉄泉中央駅4F
- 広島店
  - 〒680-4220 広島県広島市中区舟入南6丁目2番9号 広電舟入南停留場2F
- 福岡店
  - 〒154-6690 福岡県福岡市博多区博多駅前 JR博多駅3F